# 프테라노돈
프테라노돈(Pteranodon)은 백악기 후기에 날 수 있던 파충류인 익룡의 속이다. 이름의 뜻은 그리스어로 πτερόν(날개)와 ἀνόδων(이빨이 없는) 즉, 날개를 지녔으나 이빨이 없다는 뜻이다. 6 미터(20 피트)가 넘는 날개 길이를 가져 큰 편에 속한다. 프테라노돈은 오늘 날의 캔자스, 앨라배마, 네브래스카, 와이오밍, 사우스다코타 등 북아메리카와 유럽의 영국, 아시아의 일본 등 백악기 후기 지층에서 발견되었다. 프테라노돈의 화석 표본은 그 어떠한 익룡보다도 많이 발견되었는데, 과학계에 1,200개가 넘는 화석 표본이 알려져있다. 이 화석들은 완전한 두개골과 연결된 뼈대와 함께 잘 보존된 것이 대부분이다. 이는 당시 서부내륙해 동물 군취의 중요한 일부이다. 과거 프테라노돈으로 추정했던 몇몇 종들은 각각 게오스텐버기아와 다운드라코로 독자적인 속으로 재분류되었다. 주로 해안가 절벽에서 서식했으며, 주식은 물고기와 새우 같은 해양 생물이며, 천적으로는 모사사우루스류에 속하는 해양 생물들이 있다.
프테라노돈은 공룡이 아니다. 정의상 모든 공룡은 용반목과 조반목에 속하는데, 익룡은 속하지 않는다. 그럼에도 불구하고 프테라노돈은 공룡 관련 책에 자주 등장하며, 일반 대중들은 공룡과 강하게 연관 짓는다. 게다가 주로 티라노사우루스나 트리케라톱스와 같이 등장하나, 이들이 등장할 시기에는 이미 멸종되어 있었다. 또한 날개 끝이 뾰족하고, 몇몇 아마추어 작가들이 작성한 책에서는 꼬리가 길고 마름모꼴 모양으로 나오는데, 실제 프테라노돈은 날개 끝이 둥글고, 꼬리는 람포링쿠스처럼 생기지 않았다.